# Динияр, Марко
Марко Динияр (хорв. Marko Dinjar; 21 мая 1986, Осиек) — хорватский футболист, полузащитник венгерского клуба «Козармишлень».

## Карьера
Воспитанник школы «Осиека», выступал в его составе с 2002 по 2008 годы. Является самым молодым дебютантом в истории чемпионата Хорватии: дебют состоялся 10 августа 2002 в матче против «Вартекса», когда Марко было 16 лет и 82 дня (этот рекорд до сих пор не побит).
В России Марко выступал за грозненский «Терек» в рамках чемпионата России 2008 года, сыграв всего пять игр и отметившись одной жёлтой карточкой в матче против «Химок». С 2009 года выступает в Венгрии за «Дьёр».

## Достижения
- Чемпион Венгрии: 2013